# 308 Polyxo
308 Polyxo è un asteroide della fascia principale del diametro medio di circa 140,69 km. Scoperto nel 1891, presenta un'orbita caratterizzata da un semiasse maggiore pari a 2,7490865 UA e da un'eccentricità di 0,0370263, inclinata di 4,36364° rispetto all'eclittica.
Il suo nome è dedicato a Polisso, nella mitologia greca una ninfa delle Iadi.